# Pestxani (Calmúquia)
|  | Per a altres significats, vegeu «Pestxani». |

Pestxani (en rus: Песчаный) és un poble (un possiólok) de Calmúquia, a Rússia, segons el cens del 2010 tenia 659 habitants. Pertany al districte municipal de Priiútnoie.